# Margareta Clausdotter
Margareta Clausdotter, död 10 december 1486, var en svensk nunna. Hon var abbedissa i Vadstena kloster från 1473 till 1486.

## Biografi
Margareta Clausdotter var från Söderköping, vigdes till nunna år 1440 och valdes till abbedissa 1473. Hon innehade ämbetet fram till sin död. Margareta arbetade för att få Heliga Birgittas dotter Katarina helgonförklarad och är känd för sitt verk över Birgittas familj. I detta verk finns legender och uppgifter som inte finns någon annanstans: det inspirerade till pjäsen Bröllopet på Ulvåsa och har influerat många historiker och författare.